# Episodi di Quando chiama il cuore (seconda stagione)
La seconda stagione della serie televisiva Quando chiama il cuore, composta da 7 episodi, è stata trasmessa sul canale statunitense Hallmark Channel dal 25 aprile al 13 giugno 2015. A seguire, il 26 dicembre, è stato trasmesso anche un aggiuntivo episodio speciale, New Year's Wish.
In lingua italiana, la stagione è stata trasmessa in prima visione assoluta nella Svizzera italiana da RSI LA1 dal 28 giugno al 3 agosto 2017 che ha trasmesso gli episodi nel loro formato originale proposto da Hallmark Channel negli Stati Uniti. In Italia, la stagione è andata in onda dal 21 al 26 luglio 2017 su Rai 1. Il canale ha trasmesso gli episodi dividendone ognuno in due, in alcune occasioni con un montaggio parzialmente diverso dalla forma originale e non rispettando numerazione e titolazione originale.
La serie è stata pubblicata su Netflix a partire da agosto 2017, usando dei titoli differenti. Lo speciale natalizio è stato inserito all'inizio della stagione 3.
| nº       | Titolo originale              | Titolo italiano                            | Titolo Netflix              | Prima TV USA     | Prima TV in italiano |
| -------- | ----------------------------- | ------------------------------------------ | --------------------------- | ---------------- | -------------------- |
| 1        | Trials of the Heart           | Le prove del cuore (prima parte)           | Le prove del cuore: Parte 1 | 25 aprile 2015   | 28 giugno 2017       |
| 1        | Trials of the Heart           | Le prove del cuore (seconda parte)         | Le prove del cuore: Parte 2 | 25 aprile 2015   | 29 giugno 2017       |
| 2        | Heart and Soul                | Cuore e anima                              | Cuore e anima               | 2 maggio 2015    | 30 giugno 2017       |
| 3        | Heart's Desire                | I desideri del cuore                       | Il desiderio del cuore      | 16 maggio 2015   | 24 luglio 2017       |
| 3        | Heart's Desire                | Il cuore della famiglia                    | Il cuore della famiglia     | 16 maggio 2015   | 25 luglio 2017       |
| 4        | Awakenings & Revelations      | Un nuovo amore                             | Risvegli e rivelazioni      | 23 maggio 2015   | 26 luglio 2017       |
| 5        | Heart of the Family           | L'incidente                                | Cuore e casa                | 30 maggio 2015   | 27 luglio 2017       |
| 6        | Coming Together, Coming Apart | Incomprensioni                             | Vicini e lontani            | 6 giugno 2015    | 28 luglio 2017       |
| 7        | With All My Heart             | Gelosie                                    | Segui il cuore              | 13 giugno 2015   | 31 luglio 2017       |
| 7        | With All My Heart             | Proposta di matrimonio                     | Con tutto il mio cuore      | 13 giugno 2015   | 1º agosto 2017       |
| Speciale | New Year's Wish               | Lo spirito dell'anno nuovo (prima parte)   | Comincia dal cuore: Parte 1 | 26 dicembre 2015 | 2 agosto 2017        |
| Speciale | New Year's Wish               | Lo spirito dell'anno nuovo (seconda parte) | Comincia dal cuore: Parte 2 | 26 dicembre 2015 | 3 agosto 2017        |